# Торо вохристий
То́ро вохристий (Phyllastrephus cabanisi) — вид горобцеподібних птахів родини бюльбюлевих (Pycnonotidae). Мешкає в Східній і Центральній Африці. Вид названий на честь німецького орнітолога Жана Луї Кабаніса.

## Підвиди
Виділяють два підвиди:
- P. c. cabanisi (Sharpe, 1882) — від центральної Анголи до південного сходу ДР Конго, західної Танзанії і північної Замбії;
- P. c. sucosus Reichenow, 1904 — від Південного Судану і західної Кенії до сходу ДР Конго і північно-західної Танзанії.

## Поширення і екологія
Вохристі торо живуть в рівнинних і гірських тропічних лісах на висоті до 2700 м над рівнем моря.